# Фалерии
Фалерии (лат. Falerii) — античный этрусский город в 50 километрах к северо-востоку от Рима и в 2 километрах западнее Фламиниевой дороги в районе современной коммуны Чивита-Кастеллана. Согласно легенде основателем города является Галез, прибывший в Этрурию из Аргоса.
Город Фалерии входил в состав союза двенадцати городов Этрурии, хотя его население было смешанным: здесь проживали умбры и сабиняне. Жители Фалисий — фалиски — отличались от этрусков и своим языком, близком латинскому. Фалисии вели продолжительную борьбу с римлянами, мир был заключён при Камилле.
В 240-е годы до н. э. во время первой Пунической войны фалиски приняли участие в общем восстании этрусков и потерпели полное поражение: город был покинут, римляне принудили в 241 году до н. э. поселиться жителей Фалерии-Ветерес в Фалерии-Нови на соседней равнине (Aequum Faliscum). Позднее город был вновь заселен под именем Colonia Etrascorum Falisca.
Фалерии славились тонкими льняными тканями, прекрасной породой быков и производством особого сорта колбас (venter Faliscus).